# Seour-ui Bom
Seour-ui Bom é um filme de drama histórico sul-coreano de 2023 dirigido por Kim Sung-su, estrelado por Hwang Jung-min, Jung Woo-sung, Lee Sung-min, Park Hae-joon e Kim Sung-kyun. O filme se passa no contexto do golpe militar de 12 de dezembro de 1979, do final dos anos 1970 ao início dos anos 1980. Foi lançado nos cinemas em 22 de novembro de 2023.
O filme arrecadou uma receita bruta mundial de mais de US$ 97 milhões contra um orçamento de cerca de US$ 17 milhões, tornando-se o filme coreano de maior bilheteria de 2023 e o quarto filme coreano de maior bilheteria de todos os tempos. Também foi selecionado como a entrada sul-coreana para a categoria de Melhor Longa-Metragem Internacional do 97º Oscar.

## Enredo
Após o assassinato do presidente Park, a lei marcial é declarada. O comandante de segurança Chun Doo-hwan e os oficiais que o seguem encenam um golpe. Lee Tae-shin, um comandante teimoso do Comando da Guarnição da Capital que acredita que os soldados não devem tomar medidas políticas, luta contra Chun Doo-hwan. À medida que o conflito entre os dois homens cresce, os líderes militares adiam suas decisões, e o Ministro da Defesa desaparece. Nesse caos, a primavera em Seul, que todos anseiam, segue em uma direção inesperada.

## Elenco
- Hwang Jung-min como Major General Chun Doo-hwan, baseado em Chun Doo-hwan, chefe do Comando de Segurança de Defesa, que mais tarde se tornou o 5º Presidente da Coreia do Sul
- Jung Woo-sung como Major General Lee Tae-shin, baseado em Jang Tae-wan
- Lee Sung-min como General Jeong Sang-ho, baseado em Jeong Seung-hwa
- Park Hae-joon como Major General Noh Tae-geon, baseado em Roh Tae-woo
- Kim Sung-kyun como Brigadeiro General Kim Jun-yeop
- Kim Eui-sung como Oh Guk-sang
- Jung Dong-hwan como Presidente Choi Han-gyu, baseado no 4º Presidente da Coreia do Sul Choi Kyu-hah
- Ahn Nae-sang como Tenente General Han Young-gu
- Choi Byung-mo como Brigadeiro General Do Hee-cheol
- Park Hoon como Coronel Moon Il-pyeong
- Lee Jae-yoon como Tenente Coronel Lim Hak-ju
- Kim Sung-oh como Brigadeiro General Kim Chang-se
- Park Won-sang como Tenente General Go Jae-young
- Nam Yun-Ho como Coronel Kang Dong-Chan
- Yoo Seong-joo como Tenente General Min Seong-bae[5]
- Hong Seo-jun como Ha Chang-soo[5]
- Ahn Se-ho como Jang Min-ki[5]
- Jeon Su-ji como esaposa de Lee Tae-shin
- Paul Battle como embaixador dos Estados Unidos na Coreia do Sul
- Jung Man-sik como Major General Gong Soo-hyuk[6]
- Jung Hae-in como Major Oh Jin-ho[6]
- Lee Joon-hyuk como Suboficial Kwon Hyung-jin[7]

## Produção
O diretor Kim Sung-su revelou na coletiva de imprensa que ele estava no último ano do ensino médio na época do Golpe de Estado de 12 de dezembro e estava morando em Hannam-dong, Seul, onde o incidente ocorreu. Ele saiu de casa e estava andando pelo bairro, e quando ouviu um tiro vindo da residência oficial do Chefe do Estado-Maior do Exército, ele foi até lá, mas os soldados o controlaram. Ele estava assustado porque ouviu tiros a noite toda e não conseguiu se aproximar, mas estava cheio de curiosidade e perguntas na época porque não conseguia descobrir o que estava acontecendo, o que o levou a fazer este filme.
As cenas ambientadas no quartel-general do exército sul-coreano foram filmadas no quartel-general da Universidade Nacional Kyungpook em Daegu, Gyeongsang do Norte. No filme, pseudônimos semelhantes são usados em vez dos nomes de pessoas reais e, embora seja baseado em eventos reais, também há elementos fictícios.
As filmagens começaram em fevereiro de 2022 e terminaram em julho de 2022.